# Zapoteca portoricensis
Zapoteca portoricensis là một loài thực vật có hoa trong họ Đậu. Loài này được (Jacq.) H.M.Hern. miêu tả khoa học đầu tiên.

## Đồng nghĩa
Zapoteca portoricensis được (Jacq.) H.M.Hern. miêu tả và công bố của Vườn bách thảo Missouri 73(4): 758. 1986[1987]. có hai phân loài được công nhận: 
Phân loài
- Zapoteca portoricensis subsp. flavida (Urb.) H.M.Hern.
- Zapoteca portoricensis subsp. portoricensis (Jacq.) H.M.Hern.

Đồng nghĩa
- Acacia leucocephala Bertero ex Sprengel
- Acacia portoricensis (Jacq.) Willd.
- Anneslia portoricensis (Jacq.) Donn.Sm.
- Anneslia portoricensis Britton
- Calliandra portoricensis (Jacq.) Benth.
- Feuilleea portoricensis (Jacq.) Kuntze
- Mimosa portoricensis Jacq. basónimo[3]

phân loài flavida (Urb.) H.M.Hern.
- Acacia venusta Willd.
- Calliandra flavida Urb.
- Mimosa guineensis Schumach. & Thonn.

phân loài portoricensis (Jacq.) H.M.Hern.
- Acacia alba Colla
- Acacia colleana C.Presl
- Acacia hamiltonii Ham.
- Acacia linearis Ham.
- Acacia ungulata Desv.
- Acacia vespertina Macfad.
- Anneslia nicaraguensis (Loes.) Britton & Rose
- Anneslia spraguei Britton & Rose
- Calliandra nicaraguensis Loes.
- Calliandra nogalensis Lundell
- Calliandra portoricensis var. major Sprague
- Calliandra siltepecensis Lundell
- Calliandra spraguei (Britton & Rose) Lundell
- Lysiloma marchiana Griseb.
- Mimosa guineensis Schum. & Thonn.

## Hình ảnh

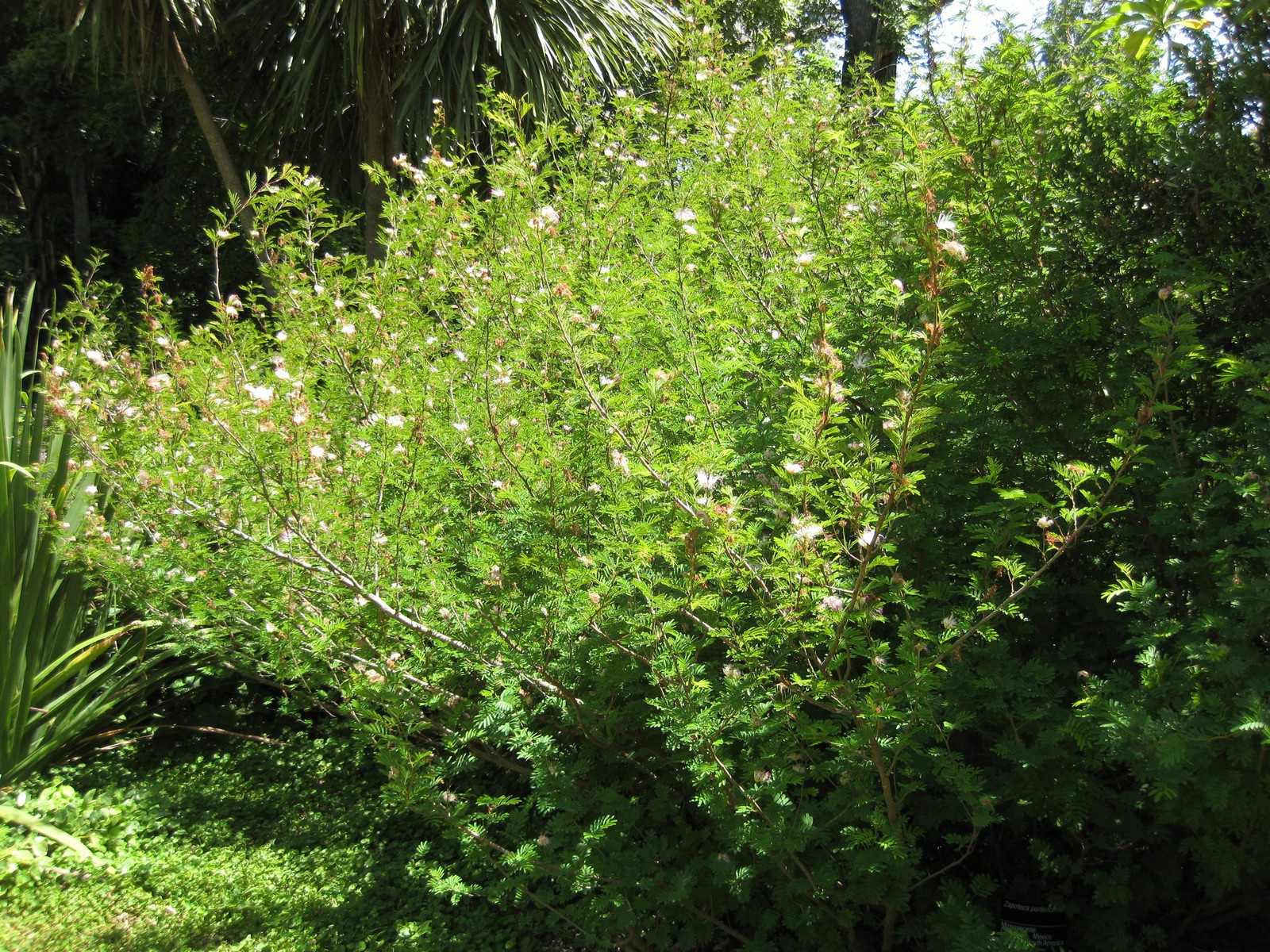
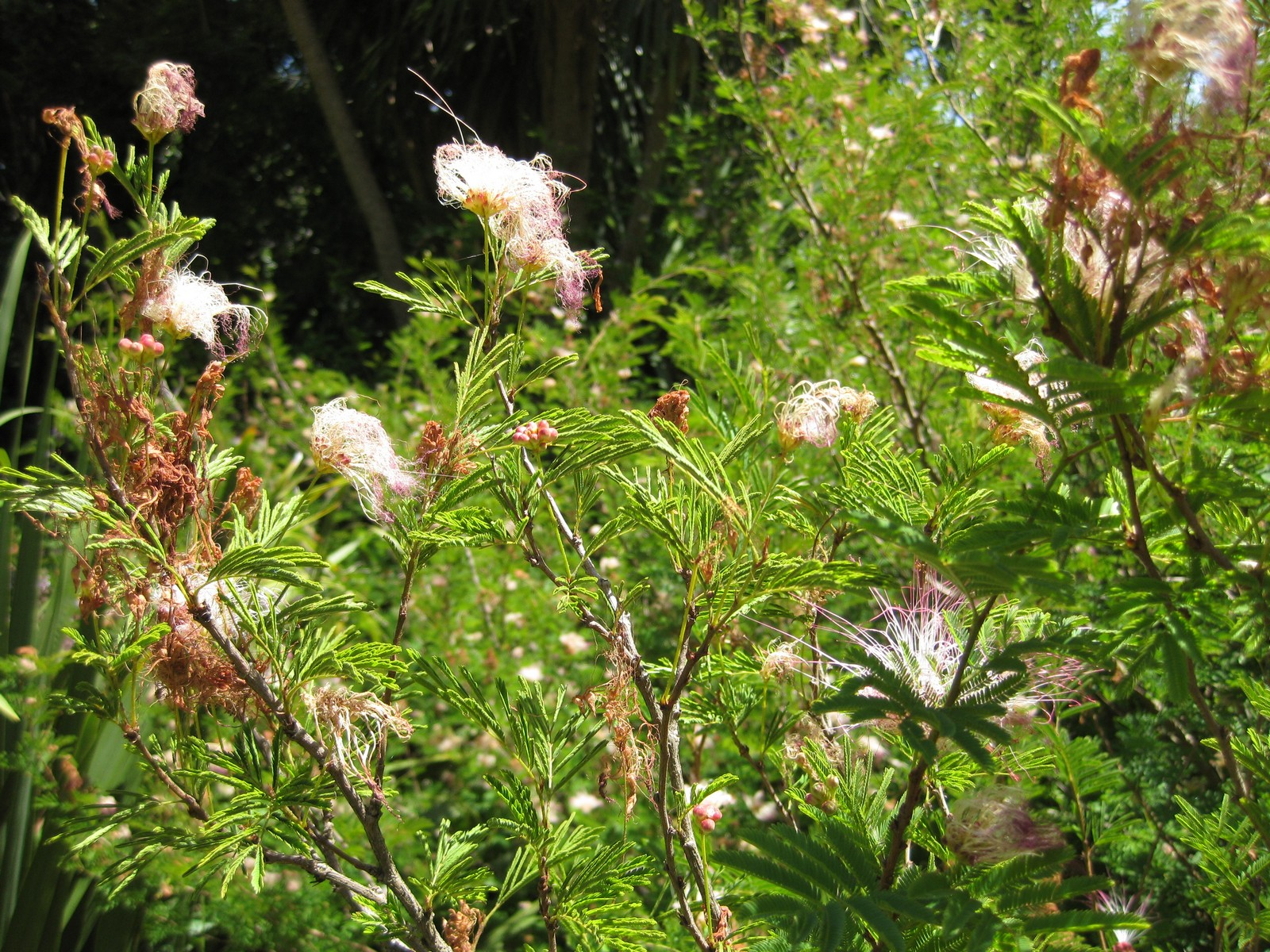
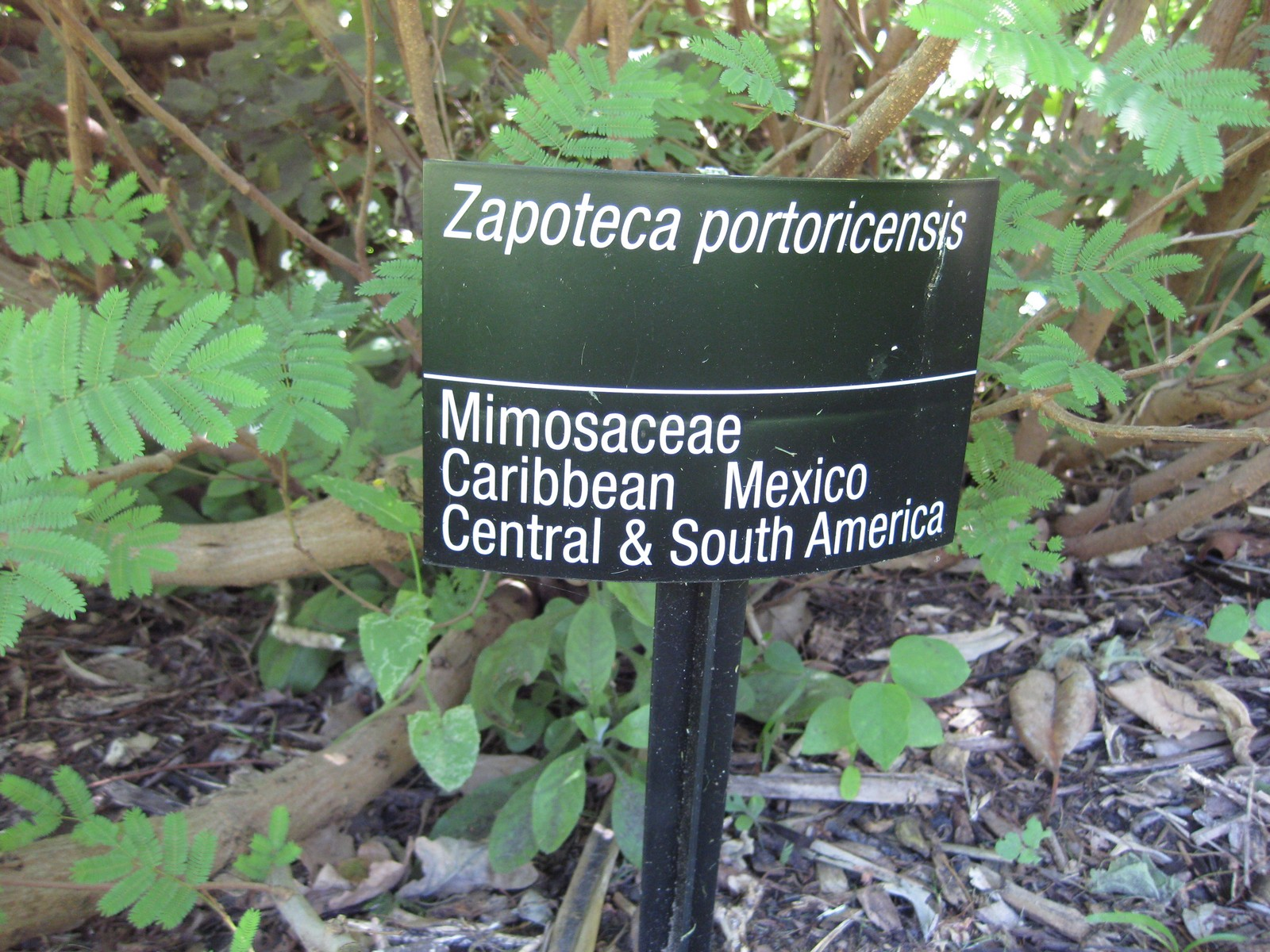